# ژان لوئیس بروست
ژان لوئیس بروست (انگلیسی: Jean-Louis Brost؛ زادهٔ ۳۰ مهٔ ۱۹۵۱) بازیکن فوتبال اهل فرانسه است.
از باشگاه‌هایی که در آن بازی کرده‌است می‌توان به باشگاه فوتبال پاری سن ژرمن اشاره کرد.
وی همچنین در تیم ملی آماتور فوتبال فرانسه بازی کرده‌است.